# Comtat de Roskilde
El  Comtat de Roskilde (danès Roskilde Amt) fou un comtat (danès, amt) a l'illa de Sjælland a l'est de Dinamarca. Amb la Reforma Municipal que es va fer efectiva l'1 de gener del 2007 es va integrar a la Regió de Sjælland.
Roskilde també és el nom de l'antiga capital del comtat, així com el del municipi. Roskilde és situada 50 km a l'oest de Copenhaguen. Els reis danesos hi eren coronats a la seva catedral.

## Antics municipis (1970-2006)
Era format pels antics municipis de:
- Bramsnæs
- Greve
- Gundsø
- Hvalsø
- Køge
- Lejre
- Ramsø
- Roskilde
- Skovbo
- Solrød
- Vallø